# Pro Lidice
Pro Lidice beziehungsweise Für Lidice ist eine Kunstsammlung mit Exponaten von 52 deutschen Künstlern, die 1967 zunächst als „Hommage à Lidice“ von dem deutschen Galeristen René Block als Fundraising-Ausstellungsinitiative zum Bau und späteren Erhalt eines Museums in der von Nationalsozialisten 1942 zerstörten tschechischen Gemeinde Lidice ins Leben gerufen wurde. Das Museum gliedert sich an die Gedenkstätte Lidice an.

## Hintergrund

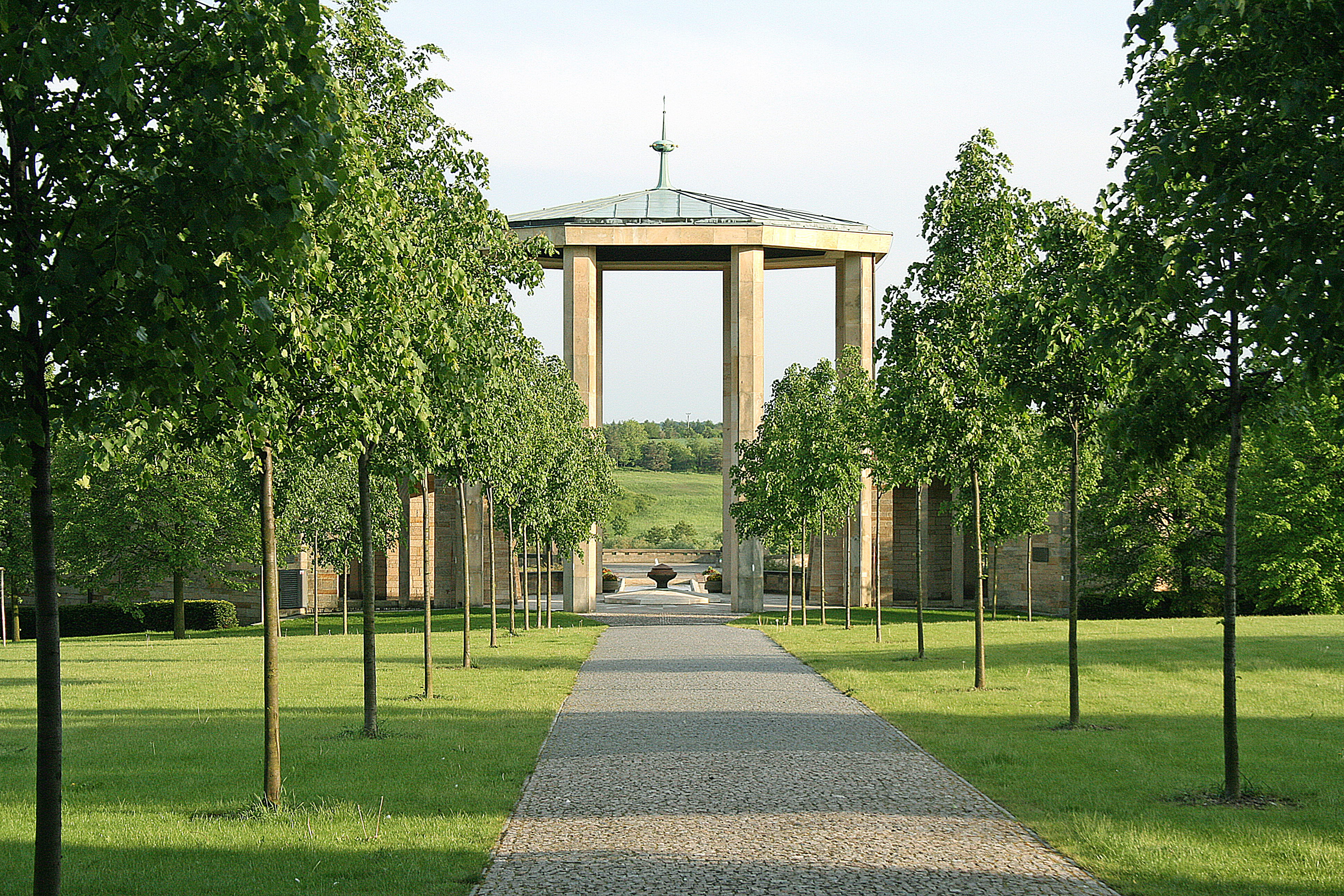
Haupteingang der Gedenkstätte in Lidice.

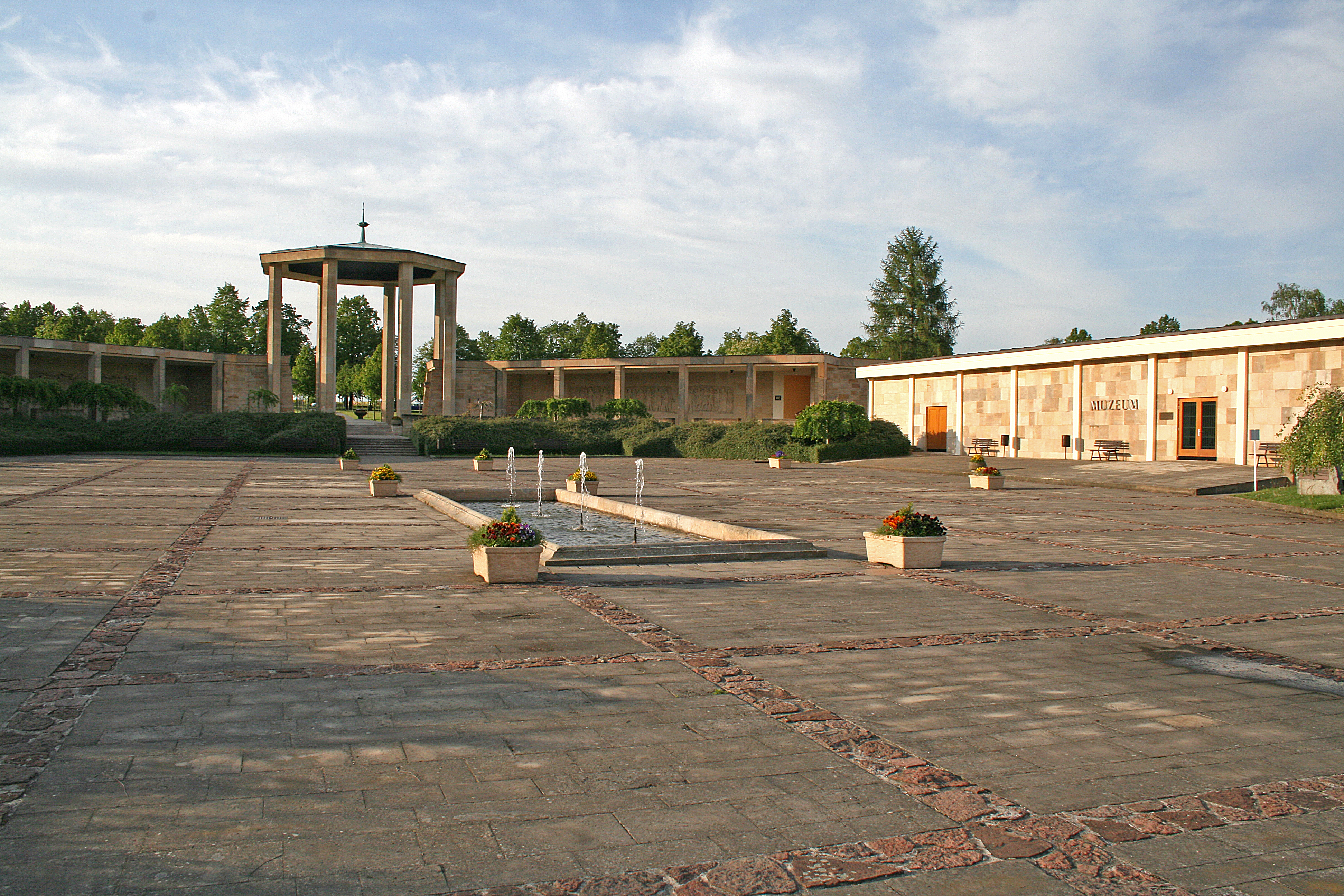
Gedenkstätte in Lidice, mit Museum im rechten Teil des Bildes.

Der Ort Lidice wurde 1942 nach der Tötung des in Böhmen eingesetzten stellvertretenden Reichsprotektors Reinhard Heydrich als Vergeltungsschlag von den Nazis dem Erdboden gleichgemacht. Die männlichen Einwohner über 16 Jahre wurden gleich am Ort erschossen, die Frauen in Konzentrationslager gebracht und die Kinder „sonderbehandelt“. Lidice, das nie Ort des Widerstandes war, wurde damit zum weltweiten Fanal des Widerstands.

## Hommage à Lidice (1967)
„Hommage à Lidice“ basiert auf dem Gedanken des englischen Arztes Sir Barnett Stross, der die Bewegung Lidice shall live / Lidice muss leben bereits 1942 gleich nach der Zerstörung Lidices als, zunächst englisches, dann internationales Komitee gründete. Zwei Aufrufe gehen auf dieses Komitee zurück: Die Anlage eines Rosengartens mit heute 27.000 Rosenstöcken aus aller Welt und der Aufruf zur Errichtung eines Museums mit Kunstwerken aus allen Teilen der Welt. Die von Stross initiierte humanitäre Geste erweckte erst 1967 zum bevorstehenden 25. Jahrestag der Vernichtung des Ortes das Interesse der Öffentlichkeit. Stross’ Bemühung war es, bildende Künstler aus der ganzen Welt anzusprechen, um mit deren Werken einen symbolischen Grundstein für ein späteres Museum in Lidice als Zeichen der Versöhnung zu setzen, und startete so einen zweiten Anlauf.
In Westdeutschland nahm damals lediglich der politisch engagierte Berliner Avantgarde-Galerist René Block Notiz von der Aktion. Er forderte die von ihm vertretenen Künstler zur Beteiligung auf. Block organisierte die Ausstellung „Hommage à Lidice“ zunächst in den Räumen seiner Galerie als Geschenk für das bereits in Planung befindliche Museum Lidice. 21 Künstler erklärten sich 1967 schließlich bereit und beteiligten sich an der Aktion. Neben Joseph Beuys, Dieter Roth, Wolf Vostell, Günther Uecker oder Gotthard Graubner stellten auch die damals noch weniger bekannten Maler Blinky Palermo, Sigmar Polke, Gerhard Richter, KP Brehmer, Karl Horst Hödicke und Jörg Immendorff aus. Nach Beendigung der Ausstellung wurden die Kunstwerke im Juli 1968 mit einem Kleinbus in das von Unruhen erschütterte Prag transportiert und dort dem kunstinteressierten Prager Publikum, darunter auch eine Delegation der überlebenden Frauen von Lidice, vorgestellt. Die Werke aus Westdeutschland wurden nach der Ausstellung durch die Středočeská galerie (Mittelböhmische Galerie) übernommen und an die sog. „Liditzer Sammlung“ angeschlossen. Die gesamte Sammlung ist noch mehrmals im Jahr 1968 ausgestellt worden, doch durch den Einmarsch der Truppen des Warschauer Pakts und veränderte politische Verhältnisse nach dem Prager Frühling wurden weitere Ausstellungen ausgeschlossen.

## Pro Lidice / Für Lidice (1997)
Erst ca. 30 Jahre später, im Juni 1996, wurden die Werke eher zufällig von Eckhart Gillen und René Block bei den Vorbereitungen zur Ausstellung Deutschlandbilder komplett und in bemerkenswert gutem Zustand in dem Schlösschen Nelahozeves, dem Geburtsort von Antonín Dvořák, wiederentdeckt und im Zusammenhang mit dem Projekt im Martin-Gropius-Bau in Berlin noch einmal zusammen ausgestellt.
Auf Wunsch des Tschechischen Museums der schönen Künste die Werke nach ihrer Wiederentdeckung 1997 in Prag auszustellen, beschloss René Block, das Geschenk um eine jüngere Künstlergeneration zu aktualisieren. So entstand das Folgeprojekt Pro Lidice, an dem 31 Künstler, darunter die Künstlerinnen Dagmar Demming, Maria Eichhorn, Katharina Fritsch, Asta Gröting, Astrid Klein, Inge Mahn, Karin Sander, Katharina Sieverding, Pia Stadtbäumer und Rosemarie Trockel als Vertreter der „jungen“ Kunstszene Deutschlands mit repräsentativen Arbeiten teilnahmen. Einige der Werke setzten sich direkt mit dem Thema „Lidice“ auseinander. Die Ausstellung fand diesmal im Museum „Haus der schwarzen Mutter Gottes“ in Prag statt.
Der Prager Museumsdirektor Jan Sekera bezeichnete die Ausstellung der beiden Sammelblöcke von 1967 und 1997 als ein „hoffentlich weithin sichtbares Zeichen der Versöhnung“ und sah diesen wichtigen Beitrag der Künstler zur deutsch/tschechischen Erklärung gleichzeitig auch als „willkommenen Anstoß“ endlich den wegen fehlender Gelder für unbestimmte Zeit unterbrochenen Bau des Museums für Lidice fertigzustellen.
Im Anschluss wurde die Sammlung, ergänzt um die Dokumentation „Wir suchen die Kinder von Lidice“ von Kerstin Schicha und Frank Metzing, zunächst im Schleswig-Holstein-Haus in Schwerin, dann in der Kunsthalle zu Kiel und zuletzt im Museum Fridericianum in Kassel gezeigt. Der damalige Hessische Ministerpräsident Hans Eichel eröffnete die Ausstellung in Kassel.

## Fazit
Es wird bis heute kontinuierlich daran gearbeitet das Museum von Lidice, das den Künstlern 1967 zugesichert wurde, fertigzustellen und zu erweitern, damit sich auch weitere Künstler der einstmals bescheidenen Initiative anschließen können. Herbert von Buttlar von der documenta bewunderte 1967 in einem Grußwort zum Ausstellungskatalog den Mut, eine solche Ausstellung zu organisieren. Der Mut lag mutmaßlich eher darin, 21 Kunstwerke in einen alten VW-Bully zu quetschen und ohne Zollpapiere hinter den Eisernen Vorhang nach Prag zu bringen.
Joseph Beuys hat diese Aktion später in seinem Sinne künstlerisch legitimiert, indem er in seiner Installation The pack (das Rudel) (1969) aus genau diesem VW-Bus 32 mit Filz, Fett und Stablampen bestückte Schlitten wie Spürhunde ausbrechen ließ.